# Piotr Bajtlik
Piotr Bajtlik (sinh ngày 4 tháng 3 năm 1982 tại Mysłowice) là một diễn viên và diễn viên lồng tiếng người Ba Lan. Anh hiện đang sống và làm việc ở Warsaw, Ba Lan.
Piotr Bajtlik tốt nghiệp Khoa diễn xuất tại Học viện nghệ thuật sân khấu quốc gia Aleksander Zelwerowicz ở Warsaw vào năm 2005.

## Thành tích nghệ thuật

### Diễn viên
- 2005: Na dobre i na złe – Kostek
- 2005: Pensjonat pod Różą – Igor
- 2007: Pierwsza miłość
- 2007: Odwróceni
- 2008: Teraz albo nigdy!
- 2004–2008: M jak miłość – Adam Leszczyński
- 2009: Przeznaczenie – Łukasz
- 2010: Plebania – Marek
- 2012: Na dobre i na złe – Maciek
- 2012: Mika- Łukasz

Sân khấu truyền hình
- 2008: Pseudonim Anoda – Heniek
- 2010: Kolęda Nocka. 30 lat później – Zakochany
- 2012: The School for Wives (Molière) – Horace

### Lồng tiếng Ba Lan
- 1986: Wielki mysi detektyw – Giáo sư Ratigan
- 2001: Dwanaście okrążeń – Rene Cartier
- 2003: Świat nonsensów u Stevensów
- 2005: Księżniczka na lodzie
- 2007: Winx Club: The Secret of the Lost Kingdom– Brandon
- 2008: Tatastrofa
- 2009: Pokémon: Arceus i Klejnot Życia – Marcus
- 2009: Madagwiazdka
- 2009: Barbie and the Three Musketeers – Hoàng tử Ludwig
- 2009: Dzwoneczek i zaginiony skarb – Kamień
- 2010: Harriet szpieguje: Wojna blogów – Skander Hill
- 2010: Tangled
- 2010: Przyjaciel Świętego Mikołaja
- 2010: Liceum Avalon – Marco
- 2010: Rio – Nico
- 2010: Big Time Rush – Logan
- 2010: Przyjaciel świętego Mikołaja
- 2012: Journey 2: The Mysterious Island – Sean
- 2012: Dzwoneczek i sekret magicznych skrzydeł – Zefir
- 2012: Life of Pi – Pi Patel
- 2013: Percy Jackson: Sea of Monsters – Percy Jackson
- 2013: Epic (2013 film) – Nod
- 2013: Teen Beach Movie – Butchy
- 2014: The Lego Movie – Emmet
- 2014: Rio 2 – Nico
- 2014: Teenage Mutant Ninja Turtles – Leonardo
- 2014: Bella i Sebastian – Peter
- 2015: Flintstonowie: Wielkie Łubu-dubu – John Cenastone
- 2015: Dom
- 2015: Scooby Doo: Pora księżycowego potwora – Clark Sporkman
- 2015: Minionki – Herb O’Haracz
- 2015: Teen Beach 2 – Butchy
- 2016: Regular Show – Mordechaj
- 2016: Pies, który ocalił Wielkanoc – Fred Stein
- 2016: Troskliwe Misie: Najlepsi z najlepszych – Śpioszek
- 2016: Troskliwe Misie: W blasku gwiazd – Śpioszek
- 2016: Batman v Superman: Świt sprawiedliwości
- 2016: Alice Through the Looking Glass – James Harcourt
- 2016: Wojownicze żółwie ninja: Wyjście z cienia – Leonardo
- 2016: Independence Day: Resurgence – Agent Travis
- 2016: Wszystkowidząca – Våbenmester
- 2016: Pies, który uratował lato – Fred Stein
- 2016: Daleko na północy
- 2016: Ice Age: Collision Course – Roger
- 2016: Powrót na Dziki Zachód – Doc Duvalier
- 2016: Sekretne życie zwierzaków domowych
- 2016: Pokémon: Hoopa i starcie wszech czasów
- 2016: Scooby-Doo i WWE: Potworny wyścig – Stardust
- 2016: DC Super Hero Girls: Bohater Roku – Jonathan Kent
- 2016: Trolls – Mruk / Branch[2]
- 2016: Tellur Aliens – Butch
- 2016: Bruno i Bucior: Wskakujcie do basenu – Wilbur Hackenschleimer
- 2017: DC Super Hero Girls: Super Hero High
- 2017: Transformers: The Last Knight
- 2017: Alex i spółka: Jak dorosnąć pod okiem rodziców